# 곡성 충렬사
곡성 충렬사(谷城 忠烈祠)는 대한민국 전라남도 곡성군 입면에 있는, 박언배(朴堰培)와 그의 부인 이씨의 위패를 모신 사당이다.

## 같이 보기
- 박언배